# Осада Сердики (809)
Осада Сердики — состоявшаяся весной 809 года успешная осада болгарским войском хана Крума византийского крепости Сердика (современная София); эпизод болгаро-византийской войны 807—815 годов.
Об осаде и взятии Сердики болгарским войском хана Крума, а также связанных с этим событиях, сообщается в «Хронографии» Феофана Исповедника и «Обозрении историй» Георгия Кедрина.
Одной из целей болгарского хана Крума в начавшейся в 807 году очередной войне с Византией было установление контроля над населявшими долину реки Струмы славянами и их Славиниями. Главным препятствием для осуществления этого была защищённая мощными стенами крепость Сердика. Она, Дебелт, Адрианополь и Филлипополь составляли линию византийских укреплений на границе с Болгарией. Из них Сердика находилась на пересечении важных торговых путей, шедших во многие части Балканского полуострова.
В первый год войны император Никифор I выступил в поход в Болгарию, но дошёл только до Адрианополя. Здесь он узнал о заговоре против себя и был вынужден вернуться в Константинополь. Поздней зимой следующего года болгары совершили ответный поход в долину Струмы. Местное ополчение было призвано в войско императора, который ожидал болгар в Македонии. Поэтому оставшиеся в клисуре Стримон войска не смогли оказать болгарам должного сопротивления. В результате неожиданной атаки воины Крума овладели воинским лагерем византийцев, убили стратига, многих его подчинённых и ещё намного больше простых солдат, захватили 1100 литр золота из воинского жалования и с добычей возвратились на родину.
В марте 809 года хан Крум снова вторгся в фему Македония и неожиданно для византийцев незадолго до Пасхи осадил Сердику. В течение нескольких недель осаждённые успешно препятствовали всем попыткам болгар овладеть крепостью. Однако так как Сердика не была подготовлена к длительной осаде, в ней уже вскоре возник недостаток в продовольствии. К тому же гарнизон крепости зимой значительно сократился, после того как часть его, состоявшая из наёмных воинов, была переведена в другие места. По этим причинам осаждённые были вынуждены вступить в переговоры с Крумом. Правитель болгар в случае сдачи Сердики пообещал сохранить жизнь и имущество всех находившихся там византийцев. В результате, не позднее 3 апреля болгары беспрепятственно вошли в Сердику. Однако вопреки обещанию Крум повелел казнить всех воинов гарнизона (по одним данным — 6000 человек, по другим — только 600) и многих жителей, а саму крепость разграбить. Узнав о намерении Никифора I жестоко наказать сдавшихся болгарам жителей Сердики, некоторые из них поступили на службу к Круму. Одним из них был спатарий Евмафий, по утверждению Феофана Исповедника (называвшего того Евфимием) — механик из арабов на византийской службе. Став главным осадных дел мастером хана, тот обучил болгар самым современным на то время способам войны. Так как Крум не собирался тогда присоединять окрестности Сердики к своим владениям, он повелел полностью разрушить стены крепости. После этого болгарское войско вернулось на родину.
После сдачи Сердики, одного из крупнейших военно-торговых центров европейской части Византии, значительно осложнилась коммуникация между Константинополем и провинциями империи на Западных Балканах. Узнав о столь крупном успехе болгар, византийские гарнизоны покинули и некоторые другие пограничные укрепления. В результате Никифор I в том же году попытался восстановить стены Сердики, но очередной мятеж в византийском войске заставил его поспешно возвратиться в Константинополь. Тем не менее, императору удалось сохранить контроль над покинутыми гарнизонами укреплениями, разместив в них воинов и поселенцев из малоазиатской части Византии. Одновременно с осени 809 года по весну 810 года значительное число византийцев из внутренних областей государства были переселены в македонские Славинии с целью воспрепятствовать местным славянам перейти в подданство Крума.